# 阿部啓子
阿部 啓子（あべ けいこ、1947年3月8日 - ） は、日本の農学者。東京大学名誉教授。太陽化学取締役。伊藤園取締役。

## 人物・経歴
島根県生まれ。1969年お茶の水女子大学家政学部食物学科卒業。1971年お茶の水女子大学大学院家政学研究科食物学専攻修士課程修了。1973年デューク大学医学部研究員。1977年お茶の水女子大学家政学部技官。1983年東京大学より農学博士の学位を取得。1984年東京大学農学部教務補佐員。1992年東京大学農学部助手。1994年東京大学大学院農学生命科学研究科助教授。1996年東京大学大学院農学生命科学研究科教授。2008年神奈川科学技術アカデミーグループリーダー。2009年国際化学感覚学会IFF賞（味覚分子生物学分野）受賞。2010年東京大学名誉教授。同年紫綬褒章受章。2019年太陽化学取締役。2022年伊藤園取締役。